# Ładniej? PRL w przestrzeni miasta
Ładniej? PRL w przestrzeni miasta – projekt społeczno-artystyczny realizowany w 2009 roku z inicjatywy doktorantów i studentów Uniwersytetu w Białymstoku – wolontariuszy Fundacji Uniwersytetu w Białymstoku – oraz Klubu Krytyki Politycznej w Białymstoku zorientowany na wywołanie debaty publicznej nad przemianami zachodzącymi w przestrzeni miejskiej Białegostoku po przekształceniu w 1989 roku Polskiej Rzeczypospolitej Ludowej w III Rzeczpospolitą. Projekt zaadresowano do białostockiej młodzieży szkolnej i akademickiej, mieszkańców miasta oraz do turystów.
Organizatorzy projektu postanowili popularyzować wiedzę o urbanistyce, architekturze i sztuce miasta oraz zachęcić mieszkańców do dokładniejszego poznania jego historii. Stworzono również przestrzenie dyskusji, takie jak otwarte dyskusje z udziałem artystów, naukowców i polityków oraz wycieczki, „fotosafari”, warsztaty i wystawy w których wszyscy zainteresowani mogli wyrazić swoje opinie na temat wyglądu miasta. Na stronie internetowej projektu za pomocą opcji zgodnych ze standardem Web 2.0 użytkownicy mogą uczestniczyć w dalszej dyskusji nad dostrzeganymi zmianami oraz nad tym czy i jak zachować architekturę PRL-u.
Punktem wyjścia w realizacji „Ładniej? PRL w przestrzeni miasta” było zebranie starych pocztówek, zdjęć, materiałów archiwalnych i informacji z prasy lokalnej z lat 1945-1989 („Gazeta Białostocka”, „Gazeta Współczesna”, „Kurier Podlaski”). Następnie uczestnicy projektu próbowali uchwycić zmiany na fotografiach, które zaprezentowano na dwóch wystawach: w Bibliotece Uniwersyteckiej im. J. Giedroycia przy dawnym biurowcu Zjednoczenia Budownictwa oraz na Wydziale Historyczno-Socjologicznym Uniwersytetu w Białymstoku w dawnym budynku KW PZPR. Zwiedzający wystawy mogli ocenić przemiany na specjalnych planszach. Do tego odrębna wystawa zawierająca kolaże starych i współczesnych zdjęć została przedstawiona na podsufitkach w autobusach komunikacji miejskiej, które gościły również w II białostockiej edycji „Galerii Bezdomnej”.
Przygotowano również dwie ścieżki i ich mapy na których umieszczono istotne punkty związane z architekturą okresu PRL w Białymstoku. Mapy te po wzbogaceniu w opisy i zdjęcia udostępniono również na stronie internetowej umożliwiając zwiedzającym ją odbywanie wirtualnych spacerów po mieście. Szlaki te przedstawiono również w broszurach informacyjnych i mapach w wersji drukowanej. Planowana jest także publikacja specjalnego albumu.
Do tego korzystając z technologii Google Maps przygotowano specjalną mapę „Białystok w opinii mieszkańców” stanowiącą forum na którym odwiedzający stronę mogą wypowiadać się na temat architektury z epoki PRL. Możliwe są tu nie tylko wypowiedzi pisemne i komentarze do oznaczonych już miejsc, da się też określić kolejne – zapomniane, bądź pozytywnie lub negatywnie przekształcone lokacje. Mapę tę można wypełniać zdjęciami oraz nagraniami audio i wideo – da się tu chociażby umieścić przewodnik po mieście, który inni będą mogli odsłuchać podczas spacerów, jak również upublicznić stare fotografie i pocztówki, udokumentować przedmioty życia codziennego i istotne miejsca publiczne. Materiały te można umieścić na jednym z darmowych serwerów internetowych lub przesłać organizatorom projektu pocztą tradycyjną bądź elektroniczną.
Partnerami projektu są Instytut Socjologii Uniwersytetu w Białymstoku, Biblioteka Uniwersytecka im. J. Giedroycia, Studenckie Koło Naukowe Historyków na Uniwersytecie w Białymstoku, Archiwum Państwowe w Białymstoku, Komunalne Przedsiębiorstwo Komunikacji Miejskiej oraz Stowarzyszenie „Fabryka Bestsellerów”. Projekt zrealizowano przy wsparciu finansowym Prezydenta Miasta Białegostoku.

## Przebieg szlaku architektury lat 1945-1989
Urząd pocztowy (ul. Kolejowa) – "Okrąglak" – "Galeriowiec" – Dworzec PKS – Spodki – "Domus" – Zespół Osiedli Robotniczych – Kino "Pokój" – Pierwszy w Polsce sklep samoobsługowy – Hotel Cristal – Sklep "Ratuszowy" – Siedziba Towarzystwa Przyjaźni Polsko-Radzieckiej – Bank Narodowy – Powszechny Dom Towarowy – Dom Partii – Pomnik Bohaterów Ziemi Białostockiej – Dom Handlowy "Central" – Dom Technika – Sąd Okręgowy – Siedziba Związków Zawodowych – Białostockie Zjednoczenie Budownictwa – Osiedle Piaski – Dom Aktora – Szpital kliniczny – Białostocka Filharmonia – Klub Escapada – Klub Muzyczny "Odeon" – Pierwszy białostocki wieżowiec – Urząd Skarbowy – Polski Związek Łowiecki – Białostocki Teatr Lalek – Hotel Turkus – Tereny Wystawowe – Stadion Gwardii – Kombinat Bawełniany w Fastach – Białostocka fabryka domów "Fadom"

## Przebieg szlaku małej architektury lat 1945-1989
„Ptaki” (rozwidlenie szos na Warszawę i Ełk) – Pomnik Obrońców Białegostoku – „Koła” – „Rogalik” – Neon Domus – „Wiejskie plony” – Gołąbek pokoju – „Moda damska i męska” – „Kompozycje geometryczne” – „Sowy” – „Znaki zodiaku” – „Pory dnia i pory roku” – „Znaki zodiaku” (2) – „Kompozycje geometryczne” (2) – „Rozety” – „Wojsko” – „Głowy” – Neon żonkil – „Herby i Maszkarony” – „Nadanie praw miejskich magdeburskich” – „Monety Polskie” – „Zawody” – „Konie” – „Znaki zodiaku” (3) – „Ptak” – „Zwierzęta” – „Kamienica pod literką A” – „Biesiady przy stole” – „Ksiądz Kluk” – „Sceny wiejskie, ornamenty kwiatowe” – Pomnik Bohaterów Ziemi Białostockiej – Neon Cepelia – Polski Związek Łowiecki – Pomnik Wdzięczności – Socrealistyczne rzeźby przy Pałacu Branickich

## Osoby związane z architekturą PRL w Białymstoku
Ważne postacie związane z obiektami wskazanymi w ramach projektu stanowią:
- Walerian Bielecki – architekt
- Wanda Binkuńska – architekt
- Placyda Bukowska – artysta plastyk
- Stanisław Bukowski – architekt
- Jan Bohdan Chmielewski – rzeźbiarz
- Sławomir Chudzik – artysta plastyk
- Andrzej Chwalibóg – architekt
- Krystyna Drewnowska – architekt
- Radosław Dudenko – rzeźbiarz
- Zenon Filipczuk – architekt
- Marian Giemuła – rzeźbiarz
- Stanisław Glinicki – architekt
- Jerzy Grygorczuk – rzeźbiarz
- Halina Janczewska – architekt
- Wiesław Jurkowski – malarz
- Lech Kadłubowski – architekt
- Zygmunt Kosztyła – założyciel Muzeum Wojska w Białymstoku
- Janusz Kretowicz – architekt
- Benedykt Krutul – architekt
- Mieczysław Krzywiec – architekt
- Leon Kulikowski – architekt
- Henryk Lebiedziński – architekt
- Dorota Łabanowska – artysta plastyk
- Jerzy Łabanowski – artysta plastyk
- Danuta Łukaszewicz – architekt
- Antoni Malecki – artysta plastyk
- Marian Naumowicz – architekt
- Anna Patecka – architekt
- Stefan Rybi – malarz
- Albin Sokołowski – rzeźbiarz
- Ewa Stankiewicz – artystka
- Janusz Szczepański – architekt
- Antoni Szymaniuk – malarz
- Jan Ślusarczyk – rzeźbiarz, malarz
- Henryk Toczydłowski – architekt
- Wiktoria Tołłoczko-Tur – malarz
- Krzysztof Tur – artysta plastyk
- Sławomir Turyński – grafik
- Henryk Wilk – grafik i dziennikarz
- Mirosław Zbichorski – architekt
- Jerzy Zgliczyński – architekt